# Frédérique Matonti
 (septembre 2020).
Frédérique Matonti, née le 29 août 1958, est une politologue et professeure d'université française. Engagée politiquement à gauche, elle est l'autrice de plusieurs livres et essais.

## Biographie
Ancienne élève de l’ENS de Sèvres (Lettres 1978), Frédérique Matonti est agrégée de philosophie (1985) et agrégée de science politique (1999).
Elle a successivement enseigné à l'École normale supérieure, à l'université Paris-XIII, à l'université de Nantes et à l'université Panthéon-Sorbonne.
Elle est membre des comités de rédaction des revues Actes de la recherche en sciences sociales, Raisons politiques, et Société et représentations, et dirige aux éditions La Dispute la collection « Comptoir du politique ».
Par ailleurs, elle fait partie du conseil scientifique de la fondation Gabriel-Péri, créée à l’initiative du PCF,.
Au lendemain de l'élection présidentielle de 2022, elle signe avec d'autres universitaires une tribune collective appelant à un rassemblement des forces de gauche. En juin 2022, elle co-signe une autre tribune avec notamment Laurence De Cock et Rémi Lefebvre, s’inquiétant de la légitimation du Rassemblement national à l'Assemblée nationale et appelant la « gauche à résister au pourrissement de la situation » et à constituer une « alternative solide ».

### Champs d’études
Ses recherches portent sur la sociologie des partis politiques, les études de genre, et l'histoire intellectuelle, domaine où elle promeut la perspective d'une histoire sociale des idées politiques.
Elle a consacré sa thèse de doctorat à la Nouvelle Critique, revue intellectuelle du Parti communiste français (PCF), en étudiant notamment les ressorts sociaux de l'obéissance des intellectuels au parti.
Elle a participé à l’entreprise collective de La Misère du monde dans le cadre de ses recherches sur le Front national, rédigé une biographie du révolutionnaire Marie-Jean Hérault de Séchelles et travaillé sur la professionnalisation politique des femmes.

## Réception critique

### Le genre présidentiel, enquête sur l'ordre des sexes en politique (2017
Dans son ouvrage, publié en 2017 aux éditions La Découverte, Frédérique Matonti avance le concept de "genre présidentiel". Elle analyse notamment les principaux candidats à l'élection présidentielle française de 2017 sous l'angle du genre et estime que l’entrée de plus de femmes dans le champ politique en France depuis la loi sur la parité de 2000 a "paradoxalement provoqué une crispation sur les rôles genrés traditionnellement attribués aux hommes et aux femmes". Elle pointe la responsabilité "des médias, politiques et communicants" qui véhiculent des stéréotypes de genre.
Pour le journal Libération, ce livre "vient confirmer" qu'il y a eu "un rappel à l'ordre genré" sur la scène politique ces dernières années, "le récit d'un backlash". Le quotidien salue aussi le concept du "cadrage Harlequin", évoqué par Frederique Matonti, qui "consiste à décrypter les événements de la vie politique par les sentiments, et, en particulier, ceux qui sont supposés accompagner l'amour" tels que la jalousie, la passion ou le dépit, et qui selon Libération "a envahi le journalisme politique". De son côté, l'hebdomadaire Politis estime que "Frédérique Matonti livre une analyse tout en finesse sur les résistances du monde politique à s’ouvrir aux présences féminines", notamment par "une longue enquête de terrain durant les diverses campagnes électorales". Enfin, l'émission "La Suite dans les idées" sur France Culture consacre un épisode à ce sujet et évoque "un livre important".

### Comment sommes-nous devenus réacs(2021)
Dans son court essai, publié en 2021 dans une collection dirigée par Najat Vallaud-Belkacem et intitulé Comment sommes-nous devenus réacs, Frédérique Matonti dénonce la domination culturelle exercée selon elle par les « réacs » et « déplore » que les « thèses et les pratiques les plus conservatrices [ont] pu gagner droit de cité, s'incarner en autant de politiques publiques et conquérir de si nombreux porte paroles », appelant son camp à « retourner la conjoncture ».
Pour le journal Marianne, si la politologue démontre que « le discours de la droite dure et de l'extrême droite, autrefois cantonné à des espaces restreints, trouve en effet des relais nettement plus importants qu'autrefois », sa démonstration manque de lucidité et reste « hémiplégique ». Ainsi, l'hebdomadaire lui reproche d'amalgamer « des profils ou des titres de presse qui n'ont, pour beaucoup d'entre eux, pas grand-chose sinon rien en commun », de procéder à des « raccourcis hâtifs » notamment en affirmant que Alain Finkielkraut, Marcel Gauchet et Pierre Nora ont eu un rôle fondateur dans l'évolution de ce courant et d'y assimiler la deuxième gauche et la Fondation Saint-Simon. Serge Halimi dans Le Monde diplomatique déplore « un tir aux pigeons sans surprise » qui pourfend « une série d'ouvrages « réacs » en prétendant, à tort, qu'ils auraient « ces dernières années » monopolisé la scène intellectuelle ». 
Pour le journal Le Monde, ce "court essai d’histoire des idées" s'intéresse, d'avantage qu’à la banalisation de l’extrême droite, au "recul de la gauche depuis Mai 68" ainsi qu'à "la capacité de la droite à occuper l'espace public" et interroge sur le pouvoir de prescription de la recherche en sciences sociales. Selon Xavier de La Porte, dans l'hebdomadaire L'Obs, Frédérique Matonti est une "professeure de science politique, spécialiste reconnue de la vie intellectuelle française d’extrême gauche" dont "l'intérêt du travail" avec ce livre est de se "concentrer sur quatre moments de l'histoire récente qui racontent autant de basculements". Pour le journaliste, "la démarche de Matonti est très efficace" car dans chacun des quatre moments, elle "ne cède pas à la tentation" de séparer l'histoire des idées de l'évolution de la société. Toutefois, il regrette que l'analyse soit imprécise concernant le champ médiatique et son interaction avec la vie intellectuelle et politique mais aussi qu'il n'y ait pas suffisamment de mise en perspective internationale.

## Principales publications
- Le comportement politique des Français, Paris, Armand Colin, 1998
- Hérault de Séchelles ou Les infortunes de la beauté, Paris, La Dispute, 1998[20],[21]
- La démobilisation politique, Paris, Éditions La Dispute|La Dispute, 2005
- Intellectuels communistes : essai sur l'obéissance politique, La Nouvelle Critique (1967-1980), Paris, La Découverte, 2005[22]
- Sexes, genre et politique, Paris, Économica, 2007 (avec Catherine Achin, Lucie Bargel, Delphine Dulong et alii).
- Mai-juin 1968, Ivry-sur-Seine, Éditions de l’Atelier/Éditions ouvrières, 2008 (avec Dominique Damamme, Boris Gobille et Bernard Pudal)
- Le genre présidentiel, enquête sur l'ordre des sexes en politique, Paris, La Découverte, 2017[23]
- Comment sommes-nous devenus réacs ?, Paris, Fayard, 2021

## Distinctions
- Chevalier de la Légion d'honneur, le 14 avril 2017[24]